# Trachyspermum rigens
Trachyspermum rigens är en flockblommig växtart som beskrevs av George Don jr. Trachyspermum rigens ingår i släktet ajowaner, och familjen flockblommiga växter. Inga underarter finns listade i Catalogue of Life.